# Casa Mainella
La Casa Mainella, également connue sous le nom de Palazzina Marioni, est un bâtiment vénitien surplombant le Grand Canal entre le Palazzo Loredan dell'Ambasciatore et le Palazzo Contarini Corfù et sur le Rio di San Trovaso. Une façade donne sur le rio della Toletta.

## Histoire
Il a été construit en 1858 sur le site où un jardin appartenait autrefois au Palazzo Loredan dell'Ambasciatore adjacent. 

## Description
C'est un bâtiment bas, légèrement en retrait, caractérisé par une architecture atypique pour sa construction récente: il date de 1858. Il a été conçu par l'architecte Ludovico Cadorin, qui s'est inspiré d'un style éclectique revisité suivant les traits stylistiques de la tradition lombarde et codussienne, en vogue à Venise pendant la période de transition entre l'art gothique et la Renaissance. 
La façade arrière, sans intérêt architectural, s'ouvre sur un jardin romantique qui faisait autrefois partie du grand parc appartenant au Palazzo Loredan dell'Ambasciatore voisin.